# San Francisco Javier (El Salvador)
San Francisco Javier es un distrito del municipio de Usulután Oeste del departamento de Usulután, El Salvador. De acuerdo al censo oficial de 2024, tiene una población de 5.144 habitantes.

## Historia
A comienzos del siglo XX, el cantón El Zapotal, de la jurisdicción de Tecapán, era una aldea muy próspera, por lo que el doctor Francisco Antonio Lima (1882-1958) tomó la iniciativa para que los habitantes de dicho lugar solicitaran a la Asamblea Legislativa la erección en pueblo. Él mismo se comprometió a donar a la municipalidad "media caballería de terreno para la construcción de la Iglesia, el Cabildo, las Cárceles Públicas, la Plaza y el Campo de Deportes".
El 13 de julio de 1932, el parlamento salvadoreño concedió lo solicitado, y denominó al poblado San Francisco Javier en honor al Dr. Francisco Antonio Lima y a San Francisco Javier, santo de la iglesia católica.

## Información general
El distrito tiene un área de 45,32 km², y la cabecera una altitud de 310 m s. n. m. Las fiestas patronales se celebran en el mes de diciembre en honor a San Francisco Javier.